# Stratificazione sociale
La stratificazione sociale è la condizione degli strati (ossia le classi) sociali, composti da individui o gruppi, collocati vicini o sovrapposti in una scala di superiorità o inferiorità relativa a seconda della ricchezza, del potere, del prestigio, ovvero di ciò che la società in cui vivono ritiene rilevante ai fini della distinzione sociale. In breve, si tratta del sistema di diseguaglianza presente nella struttura sociale.
Secondo alcuni sociologi, in tutte le società vi sono disuguaglianze tra un individuo e un altro (universalità della stratificazione), mentre secondo gli antropologi possono esistere società a carattere egualitario in cui tutti i gruppi sociali hanno più o meno lo stesso diritto ad accedere ai gradini superiori della scala sociale per godere di determinati privilegi.

## Teorie della stratificazione

### La teoria evolutiva
Secondo la teoria evolutiva, anche nelle società più semplici esistono disuguaglianze strutturali basate, ad esempio, sul sesso o sull'età. Tuttavia, vi sono differenze sostanziali messe in luce dallo studioso Gerhard Lenski, il quale ha individuato le condizioni che favoriscono le disuguaglianze sociali. La disuguaglianza nella distribuzione della ricchezza risulta assai bassa nelle società di caccia e raccolta, mentre è cresciuta nelle società orticole e ha raggiunto il punto massimo in quelle agricole, per poi diminuire in seguito. Lenski sostiene che, quando le società di caccia e raccolta si trasformano in quelle orticole e poi in quelle pastorali e, infine, in quelle agricole, ne deriva un surplus di beni che un gruppo dominante pretende di sfruttare, dando luogo alle differenziazioni sociali stratificate. Con l'avvento dell'industrializzazione, all'inizio le differenze tra ricchi e poveri sono notevoli, ma, con il progredire dell'industria, aumenta la classe media per le possibilità, sebbene non per tutti allo stesso modo, di godere della maggiore produzione. Conseguentemente, anche il potere politico si allarga in forme democratiche limitanti l'eccesso delle diseguaglianze con le istituzioni dell'assistenza pubblica e della tassazione progressiva.

### La teoria funzionalista
La teoria funzionalista della stratificazione sociale fu definita nel 1945 con la pubblicazione dell'articolo Some principles of stratification di Kingsley Davis e Wilbert Moore, i quali sostenevano che «la principale necessità funzionale che spiega la presenza universale della stratificazione è precisamente l'esigenza sentita da ogni società di collocare e motivare gli individui nella struttura sociale». La stratificazione è quindi essenziale per la vita stessa della società. Premesso che in ogni società non tutte le posizioni hanno la stessa importanza (si pensi agli sciamani o ai medici) e che il numero di persone disponibili per ricoprire quelle posizioni è limitato, affinché un sistema sociale ben funzioni occorre che alcuni individui, particolarmente dotati o proprietari di una preparazione raggiunta con sacrifici personali, si assumano, in cambio di un maggior reddito o di status sociale, il compito di esercitare quelle mansioni di maggiore «importanza funzionale» che più di altre contribuiscano al buon funzionamento del sistema sociale.
Il funzionalismo si è diffuso nell'ambito sociologico a partire dagli anni quaranta del Novecento, grazie al lavoro di Talcott Parsons e di due suoi allievi, Robert K. Merton e Marion J. Levy, inquadrabili nel cosiddetto "macrofunzionalismo", dato che si fonda sul funzionamento dell'intero sistema piuttosto che sull'individuo, diversamente dal "microfunzionalismo" proposto da Kurt Lewin.
Per spiegare come e perché attori sociali accettino e spesso sostengano disuguaglianze, Jim Sidanius e Felicia Pratto nel 1999 hanno elaborato la Teoria della dominanza sociale , partendo da presupposti funzionalisti che ritengono le società stratificate più stabili, individuando in diverse società tre tipi di sistemi gerarchici giustificati con miti di legittimazione: gerarchia generazionale, secondo cui gli adulti hanno potere sui bambini, gerarchia patriarcale, da cui deriva il potere degli uomini sulle donne, gerarchie arbitrarie, che si basano su elementi quali l'etnia, la religione, la classe sociale, la "razza".

### Le teorie del conflitto

#### Karl Marx
(Karl Marx, 1848)

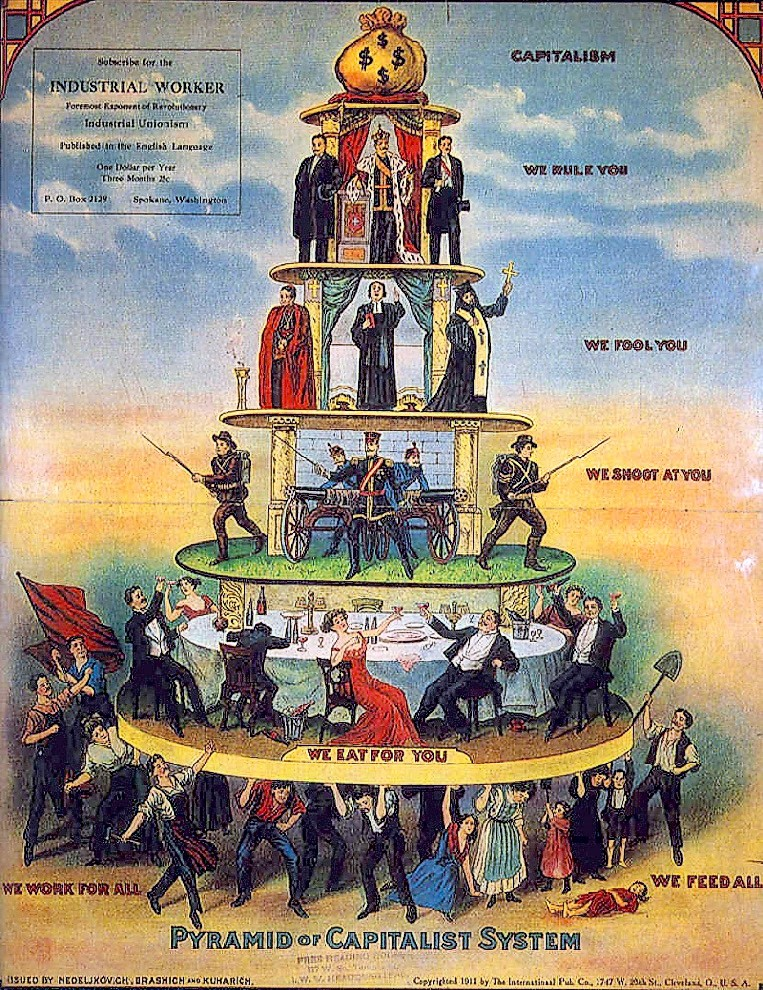
Immagine pubblicata sulla rivista Industrial Worker of the World (1911) rappresenta la stratitificazione sociale generata dal sistema capitalistico

La teoria del conflitto, ispirata alla dottrina marxista, afferma che la stratificazione con le diseguaglianze connesse è una naturale misura adottata dai ceti dominanti. Questi, coscienti come classe per sé della loro posizione condivisa, cercano di mantenerla inalterata, tramite un continuo conflitto con il quale difendono la loro condizione sociale privilegiata dai gruppi inferiori che, come classe in sé, non hanno coscienza della loro condizione di classe oppressa e dunque non dispongono di un'organizzazione adeguata che, accompagnata ad una politica d'azione, consentirebbe loro di superare la diseguaglianza sociale.
I teorici del conflitto considerano l'immagine funzionalista di un consenso generale sui valori come una pura finzione: ciò che accade in realtà - secondo loro - è che chi ha il potere costringe il resto della popolazione all'acquiescenza e alla conformità. In altre parole l'ordine sociale viene mantenuto non con il consenso popolare, ma con la forza o con la minaccia dell'uso della forza.
I teorici del conflitto non pensano che il conflitto sia una forza necessariamente distruttiva: può avere spesso dei risultati positivi, in quanto può portare a cambiamenti sociali che altrimenti non si sarebbero realizzati. I cambiamenti sociali impediscono che la società ristagni.

#### Max Weber
A differenza di Marx, Weber non si soffermò sulla sola importanza delle classi sociali, ma elaborò una teoria della stratificazione a più dimensioni. I principi fondamentali di aggregazione di classi erano così l'economia, la cultura e la politica.
Gli individui si aggregano non solo per interessi economici condivisi, formando così le classi sociali, ma anche per aspetti, culturali ideali - originando così i ceti - e per aspetti politici unendosi in partiti per gestire il loro potere. Nella stratificazione sociale quindi è rilevante sia la classe sia il ceto, inteso come elemento aggregante in base allo "stile di vita" che riflette un prestigio sociale che non dipende solo dalla ricchezza ma anche da altri fattori, non esclusi quelli psicologici e quelli derivanti dalla considerazione sociale.

#### Lewis Coser
La teoria del conflitto weberiana è stata ulteriormente sviluppata da Mills e Coser. Soprattutto quest'ultimo autore non concentra la propria attenzione, come fece Marx, sulla lotta di classe, ma considera come un fatto strutturale, che troviamo nella vita di ogni società, il conflitto tra molti gruppi e interessi (es. i vecchi contro i giovani, i produttori contro i consumatori, gli abitanti del centro contro quelli della periferia...).
I conflittualisti weberiani sono convinti che la scienza sociale e l'azione politica debbano restare separate. Quindi essi negavano la formulazione di giudizi di valore sugli argomenti indagati, limitandosi, sulla base del criterio di avalutatività sviluppato da Max Weber, a descriverli. 

In particolare il pensiero di Coser è molto influenzato dalla visione del sociologo tedesco Georg Simmel, il quale identificava la società come l'insieme delle relazioni di interazione che collegavano gli individui.
Coser, a tale proposito, parla di una "rete del conflitto", sottolineando come il conflitto sia una delle facce della vita sociale, di per sé non più rilevante del consenso. Il suo interesse, in realtà, è focalizzato sulle conseguenze del conflitto, e la sua tesi è che il conflitto, come anche il cambiamento, non è necessariamente socialmente disgregante, ma è in grado di generare stabilità. Conflitto cioè, non significa necessariamente violenza aperta, ma anche tensione, ostilità, competizione e dissenso sui fini e valori. Esso non è un evento occasionale che interrompe il funzionamento generalmente armonioso della società, ma è una parte costante e necessaria della vita sociale.
Coser mostra un maggiore interesse per le caratteristiche psicologiche degli attori sociali, osservando l'esistenza di impulsi ostili nelle persone e la compresenza di sentimenti di amore e odio nelle relazioni interpersonali. Contemporaneamente, com'è ovvio, non dimentica di considerare le cause sociologiche del conflitto.
Il conflitto ha sì la capacità di innescare un cambiamento, positivo o negativo, ma ha anche - ed è questo l'aspetto che interessa di più Coser - la capacità e il compito di mantenere la coesione all'interno del gruppo.

### La teoria reputazionale
La teoria reputazionale di William Lloyd Warner sostiene che il posto che occupa una persona nella gerarchia sociale non è determinato da fattori economici e sociali ma essenzialmente dal giudizio espresso dai membri della comunità di appartenenza.
Nel 1977, dall'analisi di 85 studi sul prestigio derivante dalle varie occupazioni operanti in 53 paesi, Donald John Treiman rilevò come vi fosse in tutto il mondo una somiglianza dei criteri di valutazione del prestigio relativo al lavoro in base alla quale alcune persone hanno in loro possesso e controllano un maggior numero di risorse. In questo modo si formano gerarchie di potere con associati privilegi. Poiché il potere e il privilegio sono dovunque altamente considerati, le attività che procurano potere e privilegi godono di un importante prestigio in tutte le società.

## Sistemi di stratificazione

### La schiavitù
La schiavitù è la forma estrema di disuguaglianza, in cui delle persone posseggono altre persone. Essa si è manifestata in epoca antica e romana, affievolitasi nel Medioevo, tornò alla ribalta nelle Americhe dove gli schiavi furono impiegati nelle piantagioni estensive a differenza della schiavitù antica dove gli schiavi erano utilizzati nelle miniere, nell'agricoltura e presso le famiglie in attività anche intellettuali.

### Le caste
L'usanza delle caste esiste in India da millenni, tuttavia la loro interpretazione è mutata nel tempo. Secondo i testi sacri induisti, le caste dovrebbero essere quattro in totale (i brahamani; gli Kshatriya; i Vaishya e infine i shudra, oltre ai non menzionati Harijan, i “senza casta”). Oggi, invece le caste sono migliaia, diverse per ampiezza e radicamento locale o nazionale. Le caratteristiche principali delle caste sono tre:
1. Esse sono dei gruppi relativamente chiusi, caratterizzate da prevalente endogamia e commensalità
2. La specializzazione ereditaria; ogni casta ha un ruolo sociale preciso e differenziato dalle altre.
3. La purezza; criterio religioso per cui le varie caste sono socialmente e fisicamente divise per non essere “infettate” dalle impurità delle caste minori. (le caste formano un ordine rigidamente gerarchico)

In realtà esiste comunque una certa mobilità sociale (soprattutto femminile), a causa delle differenti concezioni di matrimonio esistenti nelle diverse caste.
Inoltre il sistema delle caste era presente in molte società indoeuropee prima dell'avvento dell'illuminismo e quindi di una concezione egualitaria. In maniera generale, il sistema impone quattro caste principali:
1. I possidenti della terra e i guerrieri (Re, sultani, scià)
2. I religiosi e le varie forme di clero (Brahmini, vescovi, imam/'ulama)
3. I mercanti
4. I lavoratori

### I ceti
Il ceto è secondo Max Weber il rango dell'individuo e dello strato al quale egli appartiene per lo stile di vita che esprime.
Tale divisione per ceti, esistita in Europa fino alla rivoluzione francese, aveva i seguenti elementi distintivi:
- Gli status ascritti erano accettati come condizione di immobilità sociale; Gregory King[19] elaborò nel 1700 una classificazione dei ceti dell'Inghilterra dell'epoca in base alle rendite di ogni ceto attraverso tre cerchi concentrici di persone:
  - i poveri strutturali (che non guadagnavano);
  - i poveri congiunturali (lavoratori occasionali);
  - i poveri non indigenti (con lavoro stabile ma in difficoltà nelle crisi economiche).
- Fra ceti diversi vi erano differenze sociali sia di fatto che di diritto (per esempio nobiltà e clero erano esenti dalle tasse):
  - Ceti superiori: aristocrazia, piccola nobiltà.
  - Altri tipi di ceti (permesso il matrimonio con altri membri di altri ceti):
  - Clero (status inferiore), grande e media borghesia cittadina, piccola borghesia (si differenzia dalle prime per il suo stile di vita).

### Le classi sociali moderne
La società moderna, nata dalla rivoluzione francese, è caratterizzata dall'eguaglianza di diritto di tutti i suoi membri. A differenza quindi delle società dell'Ancien régime, le classi moderne sono raggruppamenti di fatto, non di diritto.
La classe sociale mantiene oggi una grande importanza rispetto ai comportamenti generali degli individui. 
La distribuzione dei redditi è il fattore principale per cui le classi esistono tuttora, solo se tale distribuzione fosse eguale, non vi sarebbero classi. 
Il calcolo del coefficiente di Gini, permette di calcolare l'entità della disuguaglianza nella distribuzione dei redditi. Vi è una forte disuguaglianza tra distribuzione dei redditi e del patrimonio. Il secondo è meno egualitario.
L'aumento della disuguaglianza nella distribuzione dei redditi è dovuto a quattro differenti fattori: 
1. la dinamica dei redditi di lavoro
2. l'aumento del tasso di attività delle donne
3. La crescita del numero dei divorzi
4. La durata della vita.

#### Lo schema di Goldthorpe
Lo schema di John Goldthorpe si basa su due criteri: la situazione del lavoro e la situazione di mercato. Su queste basi, vengono sviluppate tre categorie di lavoratori:
1. gli imprenditori;
2. i lavoratori autonomi;
3. i lavoratori dipendenti.

Tenendo conto inoltre della situazione di mercato, si giunge ad uno schema che divide le classi in sette categorie: 
- Grandi imprenditori e professionisti;
- Professionisti e dirigenti di livello inferiore;
- Impiegati di livello superiore e inferiore;
- Piccola borghesia urbana e agricola;
- Tecnici di livello basso e supervisori;
- Operai specializzati;
- Operai non qualificati.

#### Sondaggio della BBC
Nell'ambito del Great British Class Survey, un sondaggio del 2013 sulla società britannica commissionato dalla BBC, dei ricercatori hanno individuato 7 classi sociali sulla base di tre categorie di indicatori dello status socioeconomico degli individui: il "capitale economico" (reddito, risparmi, immobili), "sociale" (numero e status socioeconomico dei conoscenti) e "culturale" (titolo di studio, interessi e attività)
- Élite: la classe sociale più privilegiata, superiore alle altre in tutte le tre categorie di indicatori
- Borghesia consolidata: la classe sociale più consistente e socievole, seconda nella classifica per condizioni economiche, "capitale culturale" e "sociale"
- Borghesia tecnica: una nuova ristretta classe sociale di individui benestanti caratterizzata da apatia culturale e isolamento sociale
- Lavoratori benestanti: un gruppo prevalentemente giovane, attivo da un punto di vista culturale sociale, ma con un discreto livello di risorse economiche
- Classe lavoratrice tradizionale: un gruppo caratterizzato da basso "capitale economico", "culturale" e "sociale", ma non completamente povera e con un buon patrimonio immobiliare grazie all'elevata età media di 66 anni
- Lavoratori emergenti nel settore dei servizi: nuova classe sociale prevalentemente giovane e relativamente povera, ma con un alto livello di "capitale sociale" e "culturale"
- Precariato: il gruppo più povero con un basso livello di tutte le categorie di indicatori[22][23][24]

#### Le classi sociali moderne in Italia

##### Lo schema di Labini
Nel 1974 l'economista Paolo Sylos Labini pubblicò la seconda stesura del Saggio sulle classi sociali, in cui la società italiana era ripartita in sei gruppi, sulla base non solo del livello medio del reddito, ma soprattutto del modo con cui esso veniva procurato. Oltre alle categorie principali di reddito (rendita, salario e profitto), Labini considerava nel suo studio sulla distribuzione del reddito nazionale anche i redditi misti, che erano il frutto della combinazione dei tre principali, e i redditi dei lavoratori improduttivi.
- Borghesia "vera e propria": grandi proprietari di fondi (rendite), imprenditori e alti dirigenti di società per azioni (profitto e redditi misti), professionisti autonomi (redditi misti)
- Piccola borghesia
  - Piccola borghesia impiegatizia (stipendi)
  - Piccola borghesia relativamente autonoma (redditi misti): coltivatori diretti, artigiani, commercianti, piccoli professionisti
  - Piccola borghesia composta da categorie particolari, come militari e religiosi (stipendi)
- Proletariato
  - Classe operaia (salari)
  - Sottoproletariato[25][26]

##### Rapporto Istat 2017
Nel suo rapporto annuale del 2017 l'Istat ha invece ritenuto opportuno proporre un nuovo schema di classificazione degli individui in gruppi sociali con simili caratteristiche socioeconomiche e demografiche, basato su più variabili riguardanti il nucleo familiare e l'individuo maggiore percettore di reddito all'interno della famiglia, quali la condizione occupazionale, la cittadinanza, il titolo di studio e la dimensione della famiglia. La nuova classificazione non è stata creata con l’intento di sostituire quelle precedenti, ma per integrarle nell'analisi di una società sottoposta a numerosi cambiamenti, come l'immigrazione, l'invecchiamento della popolazione e la grande recessione. La seguente tabella riporta i vari gruppi sociali individuati dall'Istat con accanto i requisiti che contraddistinguono i relativi nuclei familiari e la consistenza percentuale rispetto alla popolazione italiana.
| Categorie                                 | Requisiti     | Requisiti  | Requisiti                                                        | Requisiti                          | Consistenza | Consistenza |
| Categorie                                 | Cittadinanza  | Componenti | Professione                                                      | Studio                             | Individui   | Famiglie    |
| ----------------------------------------- | ------------- | ---------- | ---------------------------------------------------------------- | ---------------------------------- | ----------- | ----------- |
| Giovani blue collar                       | Solo italiani | 3 o meno   | Operaio, atipico                                                 | n.a.                               | 10,2%       | 11,3%       |
| Famiglie di operai in pensione            | n.a.          | 3 o meno   | Ritirato, impiegato, dirigente, quadro, autonomo, imprenditore   | Licenza media o meno               | 17,3%       | 22,7%       |
| Famiglie a basso reddito con stranieri    | Con stranieri | n.a.       | Operaio, atipico, disoccupato, inattivo                          | n.a.                               | 7,8%        | 7,1%        |
| Famiglie a basso reddito di soli italiani | Solo italiani | 4 o più    | Operaio, atipico, disoccupato, inattivo                          | n.a.                               | 13,6%       | 7,5%        |
| Famiglie tradizionali della provincia     | n.a.          | 4 o più    | Ritirato, impiegato, dirigente, quadro, autonomo, imprenditore   | Licenza media o meno               | 6,0%        | 3,3%        |
| Anziane sole e giovani disoccupati        | Solo italiani | 3 o meno   | Disoccupato, inattivo                                            | n.a.                               | 8,9%        | 13,8%       |
| Famiglie di impiegati                     | n.a.          | n.a.       | Impiegato, autonomo (esclusi liberi professionisti)              | Diploma superiore o più            | 20,1%       | 17,8%       |
| Pensioni d'argento                        | n.a.          | n.a.       | Ritirato, dirigente, quadro, imprenditore, libero professionista | Diploma superiore                  | 8,6%        | 9,3%        |
| Classe dirigente                          | n.a.          | n.a.       | Ritirato, dirigente, quadro, imprenditore, libero professionista | Titolo universitario o post laurea | 7,5%        | 7,2%        |

## Alcuni grandi mutamenti
In tutti i paesi occidentali moderni sono avvenute grandi trasformazioni nell'ambito della stratificazione sociale. Queste trasformazioni sono legate allo sviluppo e al declino di determinati settori di attività economica.
Nel XIX secolo in Europa la maggioranza della popolazione era impiegata nel settore agricolo, come braccianti o come proprietari. Il processo di industrializzazione ha determinato il declino di queste classi e ne ha promosso una nuova: la classe operaia. Questa classe è aumentata quantitativamente col progredire economico fino a toccare un culmine e poi iniziare a diminuire in favore del settore terziario tipico delle moderne società post-industriali.
La classe media impiegatizia è la classe che più di tutte ha percorso uno sviluppo rapido e continuo fino ad oggi. I processi di proletarizzazione rappresentano un altro mutamento significativo della stratificazione sociale, a questi processi si sono tuttavia contrapposti nella storia anche processi inversi di de-proletarizzazione (epoca fascista). Anche oggi questi ultimi processi si ripropongono, specialmente nei paesi con alti tassi di disoccupazione.
Il proletariato nei servizi riguarda quel gruppo di lavoratori impiegato in settori poco remunerativi e che richiedono qualifiche basse o nulle. Negli Stati Uniti d'America questi lavori sono i McJob, tipicamente rappresentati dai lavori nei ristoranti McDonald's che impiegano più che altro giovani. In Svezia, invece, questi lavori vengono rappresentati dai servizi sociali e impiegano più che altro donne.
La sottoclasse riguarda quel gruppo di persone che vivono in una situazione di miseria costante.
Le interpretazioni prevalenti delle caratteristiche di tale classe sono due:
- culturalista, che riguarda ragazze madri, persone espulse dal lavoro, delinquenti. Queste categorie tendono a mantenersi economicamente parassite a causa del welfare.
- strutturalista, per cui la sottoclasse è figlia di una debolezza di fondo del sistema economico generale.